# 犬ぞり

犬ぞり（アメリカ合衆国アラスカ州のノースロップ［アラスカノースロップ〈en〉］にて）

犬ぞり（いぬぞり、犬橇、英: dog sled）は、橇（そり）を犬に牽（ひ）かせる移動手段、および、その構造全体の名称。
犬ぞりによる輸送手段をマッシング、操縦者をマッシャーという。
馬に代表される主要な使役動物（トナカイを例外とする）が棲息可能な限界を超えた高緯度地域にて、人間や荷物を運ぶ目的をもって発展した。近代以降では、比較的低緯度の地域でも積雪地帯であれば、娯楽的用途を含めて導入されていることが少なくない。

## 呼称

### 日本語名

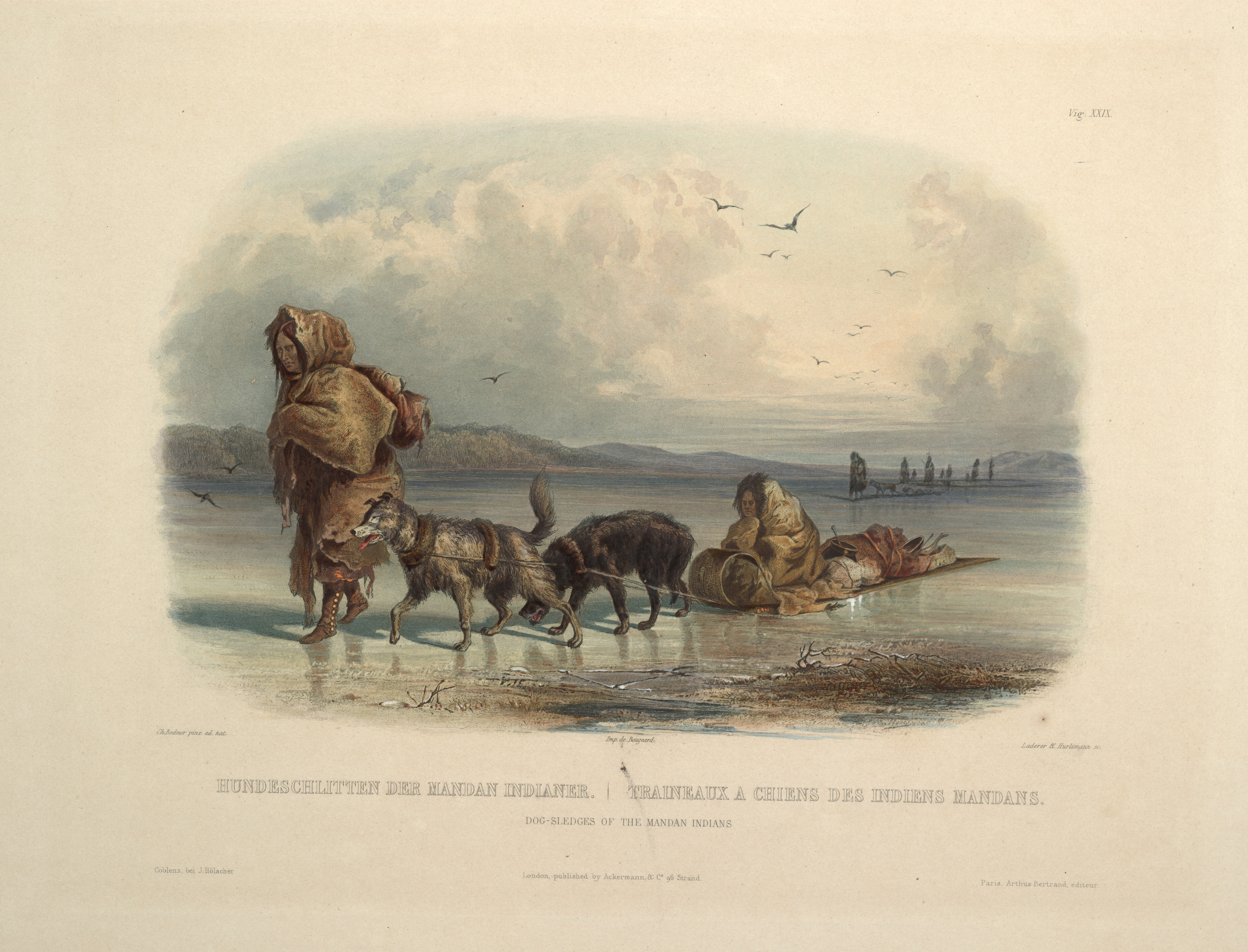
アメリカ合衆国はノースダコタ州の最北部に居住していたアジア人種インディアン部族マンダンの犬そり
（スイスの画家カール・ボドマー［en］により、1840-1843年ころ描かれた挿絵）

日本語では「犬橇」と書いて「いぬぞり」と読むが、難読漢字として「橇」の使用が避けられがちなことにより、「犬ぞり」と記されることが多い。また、現代仮名遣い（現代の日本語正書法）に副った漢字仮名混じり文の中で平仮名の「そり」が埋没してしまう不都合もあって、「犬ゾリ」と記されることも多い。
また、犬ぞり用の犬は「橇犬（そりいぬ）」と呼ばれ、「そり犬」「ソリ犬」などとも記す。

### 日本語以外の言語名
英語では dog sled （仮名転写例：ドッグスレッド、意：犬橇）と言う。また、犬ぞり用の犬は sled dog （sleddog とも記す。仮名転写例：スレッドドッグ）と言う。

使用される地域は多岐にわたるので現地語は様々にある。

## 用途

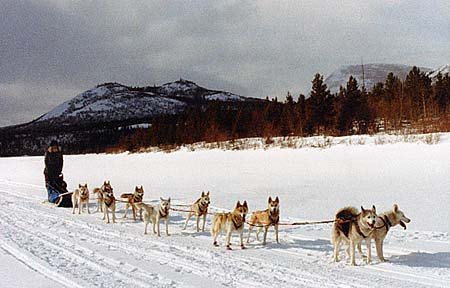
10頭引きの犬ぞり（タンデムタイプ）

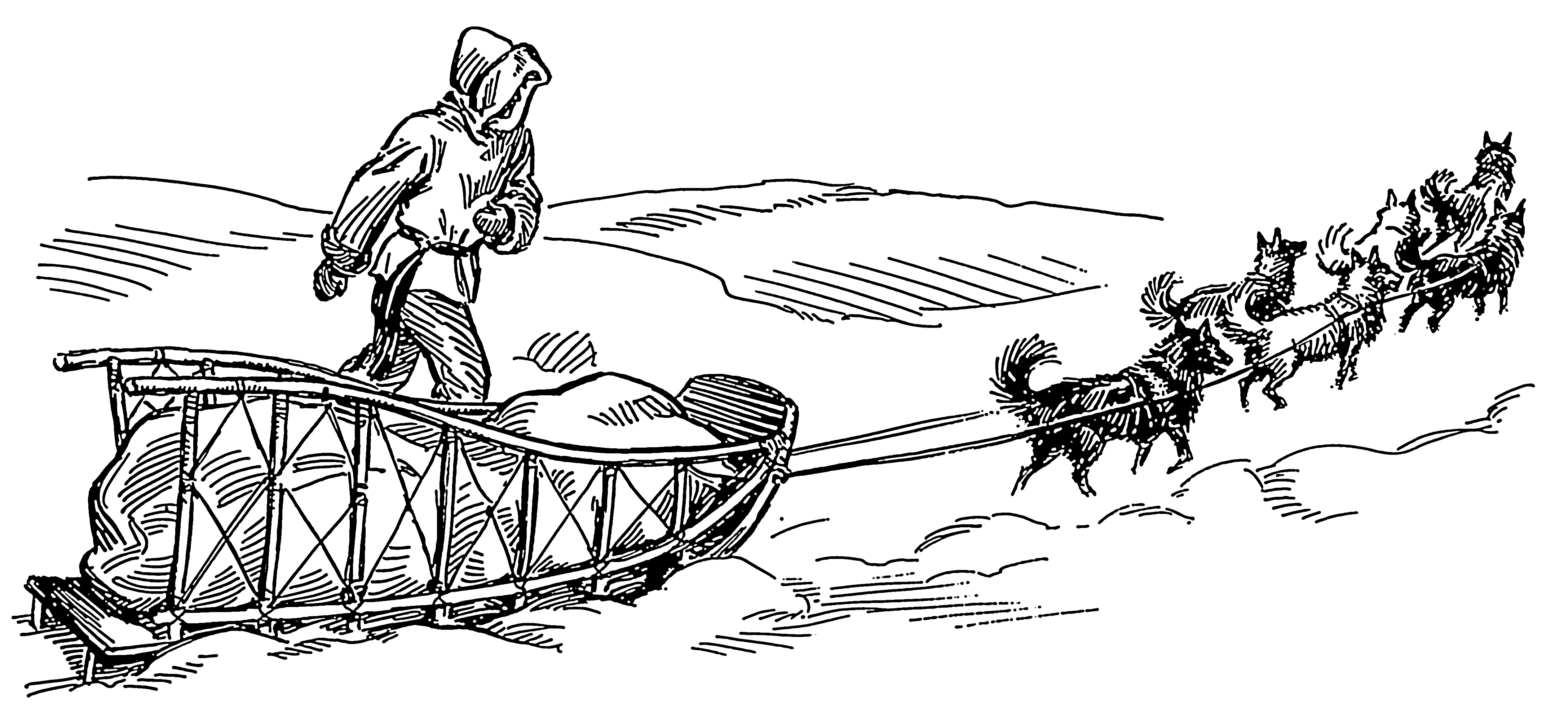
伝統的な犬ぞりの基本構造を示す図説

北極地方や、シベリア・カナダ・アラスカなど、寒冷な高緯度地域においては、馬などの人荷輸送に適した動物、および車輪が使用できない。そのためこれら地域において、人荷の運送に用いられる。そり犬は寒さに強く持久力に優れ、粗食に耐える上に人間によく従い、さらには緊急時に人間や他の犬の食糧となり、スノーモービルが実用化されるまでは、主要な移動手段であった。
北極圏でのそり犬は、9,500年前から他の犬種やオオカミと交雑をほとんど起こさず、独自に発展してきた。北極圏では、氷の下は海であるため、海に落下しないように氷の割れ目を避ける判断を自らするそり犬は、安全な交通手段でもあり、北極地方の探検にも用いられた。 
過去には南極の探検にもよく使われた。初めて南極点に到達した探検家として知られるロアール・アムンセンは、同時に初めて南極にイヌそりを持ち込んだ（対してロバート・スコットは、雪上車やウマを持ち込んだが使い物にならず、結果としてアムンセンに先を越され、かつ遭難している）。日本の南極地域観測隊第一次越冬隊のそり犬で生還した樺太犬であるタロとジロは、のちに『南極物語』で映画化されている。
現在はドッグレースやイベントの一環として、犬ぞりレースや犬ぞり体験会が世界各地で開かれている。

## そり犬

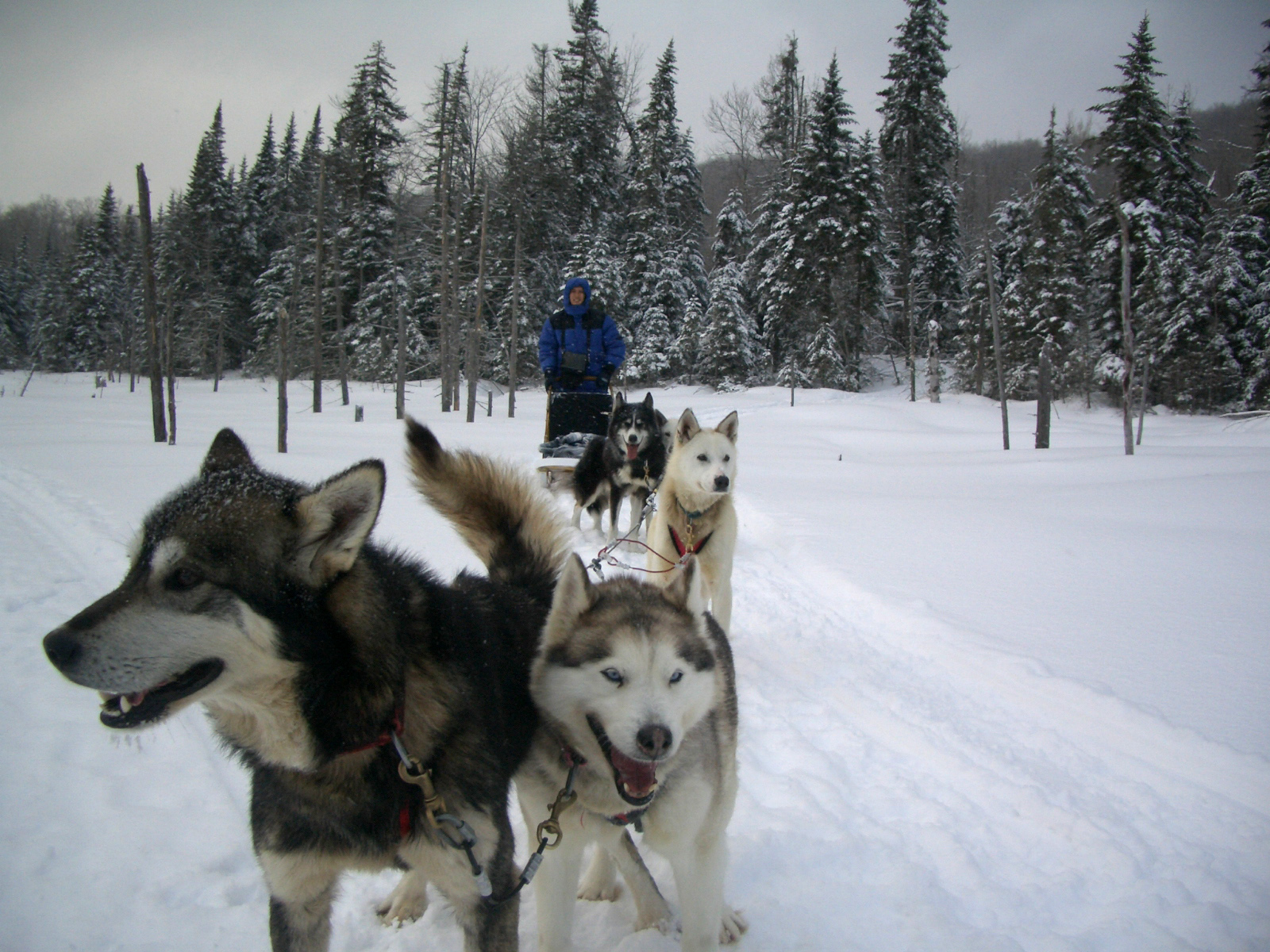
犬ぞり（カナダ、ケベック州）

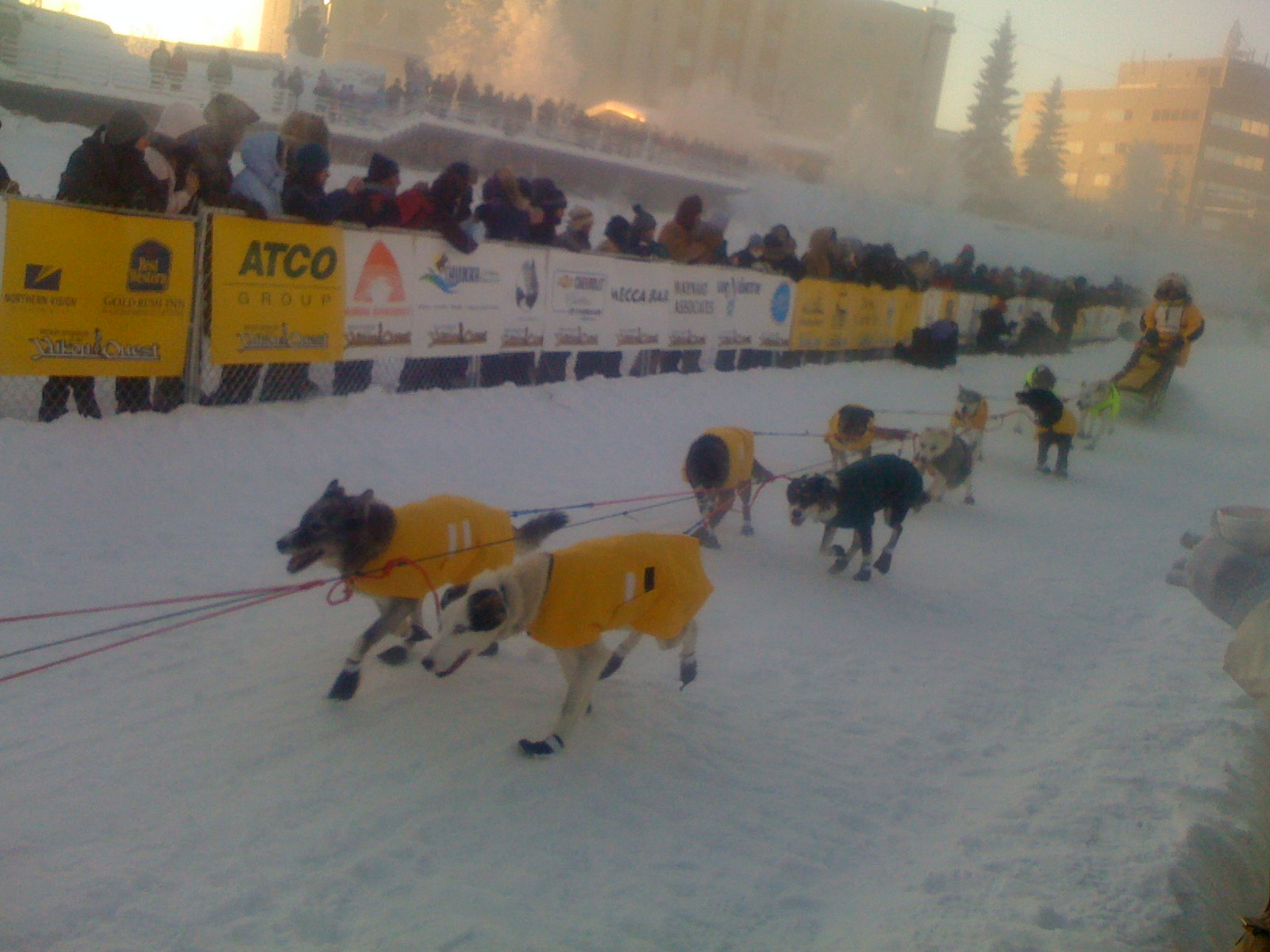
犬ぞりの世界最高峰レース「ユーコン・クエスト」にて、スターティング・ゲートに向かう有名選手の犬ぞり、足には犬のブーツを履いている。（2008年、アメリカ合衆国アラスカ州フェアバンクス）

エスキモー犬、樺太犬、シベリアン・ハスキー、アラスカン・マラミュート、サモエドなど、体重45kg前後の犬がそり犬として用いられる。エスキモー犬(Eskimo dog)は北極地方でそり犬として用いられる犬の総称である。特にアラスカン・マラミュート、シベリアン・ハスキー、サモエド、グリーンランド・ドッグ、カナディアン・エスキモー・ドッグが含まれるが、雑種化して特定の品種を示せない場合に特にこの語が用いられる。
そり犬1頭が牽くことのできる荷物の重量の目安は、そり犬自身の体重である。これを基に計算すると、10頭牽きの犬ぞりはおよそ400- 500kg程度の荷物を運ぶことができる。
犬の繋ぎ方は大きく2通りある。右の画像のように犬を縦列に繋ぐ方法をタンデムタイプ、犬を一頭ずつ直接そりに繋ぐ方法をファンタイプと言う。
1991年には世界で「環境保護に関する南極条約議定書」が採択され、その「附属書II」により、南極大陸への犬の持ち込みは禁止されている。

### 犬種一覧
- アラスカン・ハスキー
- アラスカン・マラミュート
- ウトナーガン
- カナディアン・エスキモー・ドッグ
- 樺太犬
- グリーンランド・ドッグ
- サモエド
- シベリアン・ハスキー
- セッパラ・シベリアン・スレッドドッグ（en）
- タマスカン・ハスキー
- チヌーク
- ノーザン・イヌイット・ドッグ
- マッケンジー・リバー・ハスキー（en）
- ラブラドール・ハスキー
- ユーロハウンド
- ノースイースタリー・ホーリング・ライカ
- ヤクーチアン・ライカ
- イースト・シベリアン・ライカ

## ギャラリー

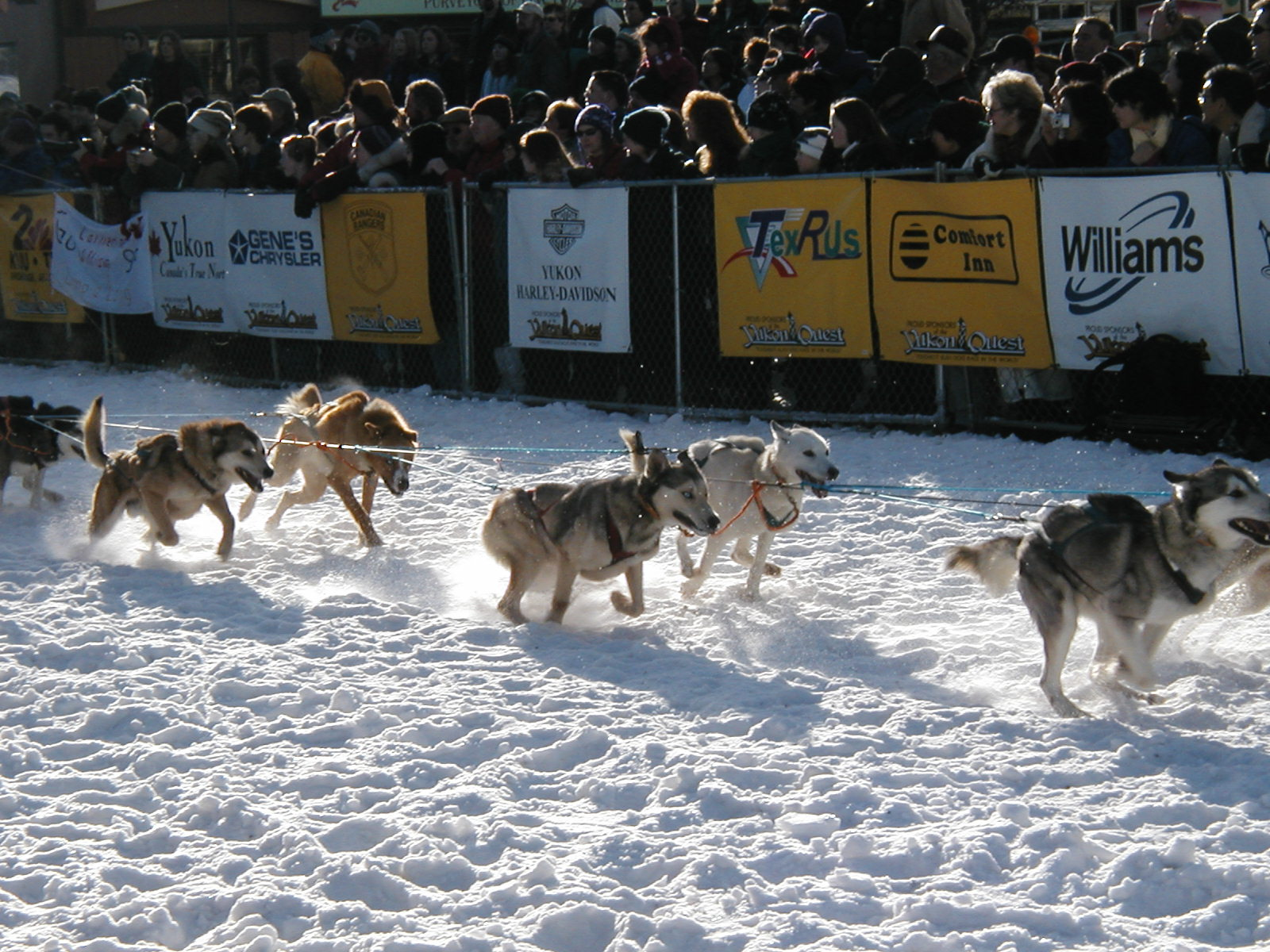
レースにて競技場を疾走する橇犬たち（ユーコン・クエスト2003年）
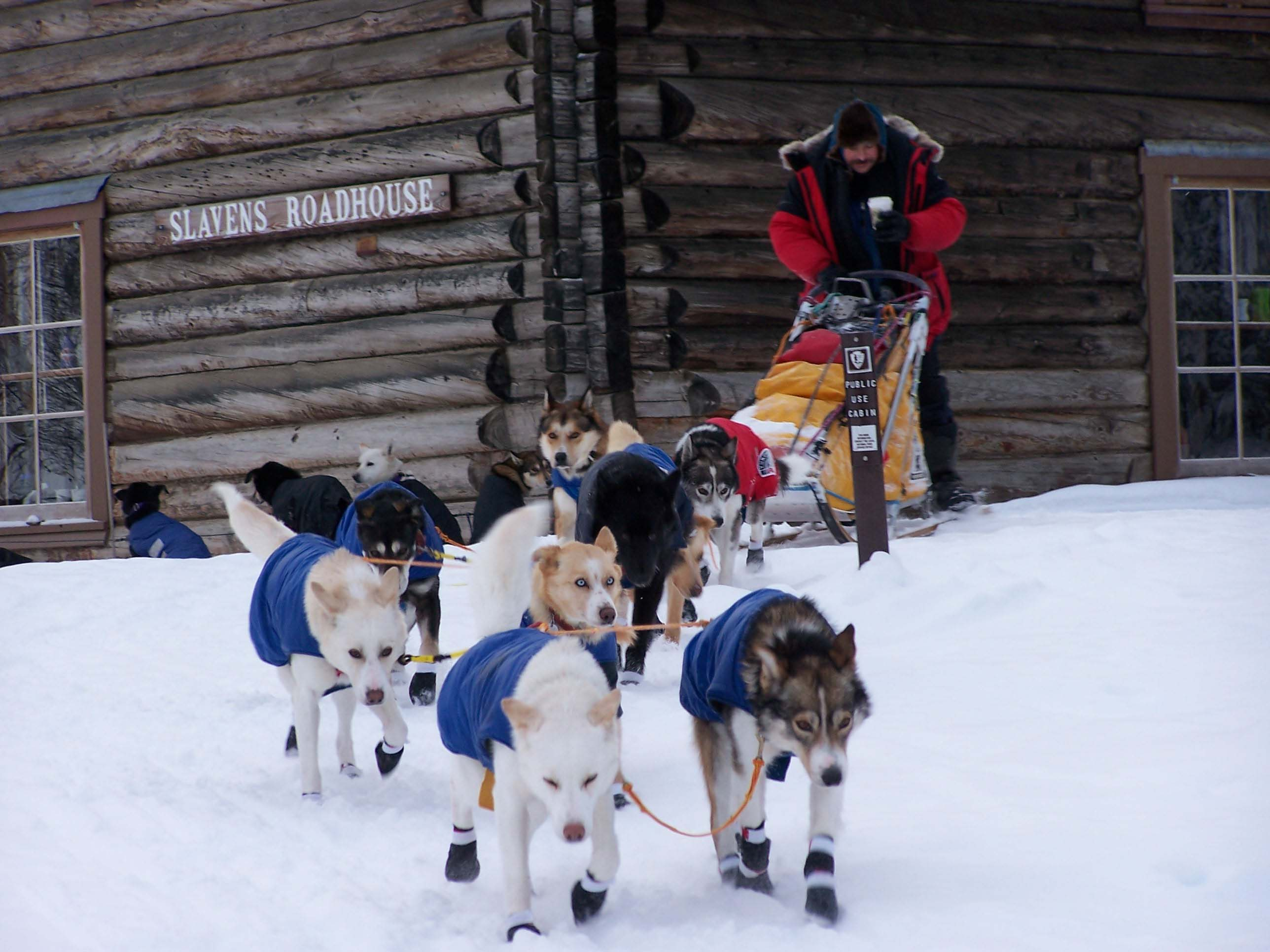
レースにてチェックポイントを通過する犬ぞり（ユーコン・クエスト2005年）
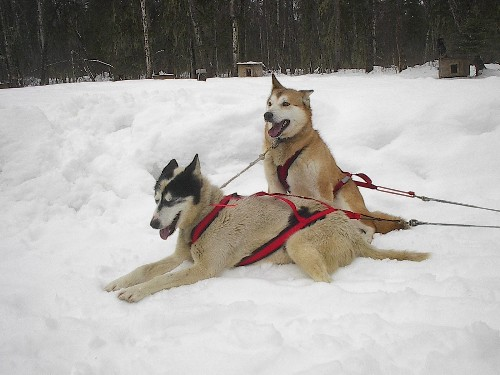
犬ぞりのリーダー犬2頭（ユーコン・クエストに参戦するアラスカン・ハスキー）
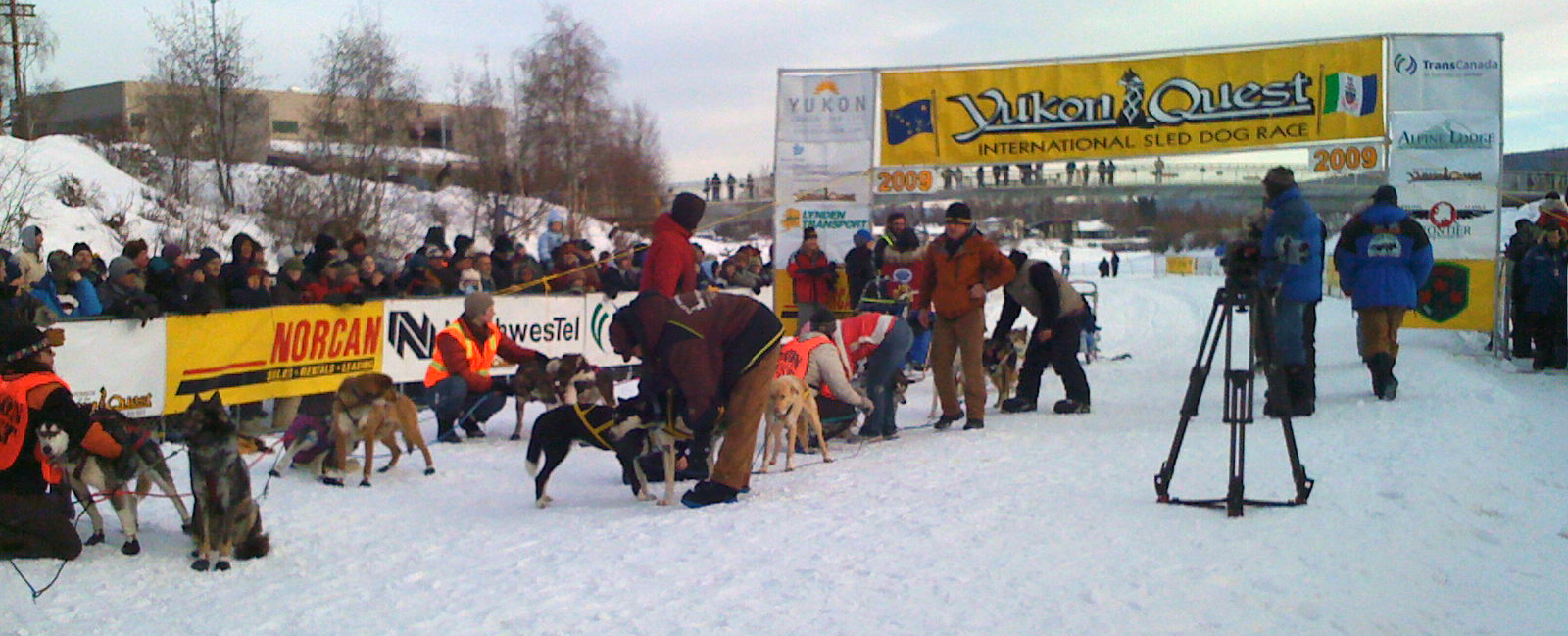
競技前の健康診断を受ける橇犬たち（ユーコン・クエスト2009年）

## 犬ぞりを描いた作品
- 白牙
- トーゴー (映画)
- 動物のお医者さん - 作中で開催された犬ぞりレースにおいて、主人公がマッシャーに任命された。
- ゴールデンカムイ - 作中では樺太アイヌの犬ぞりが描かれている。

## 関連項目

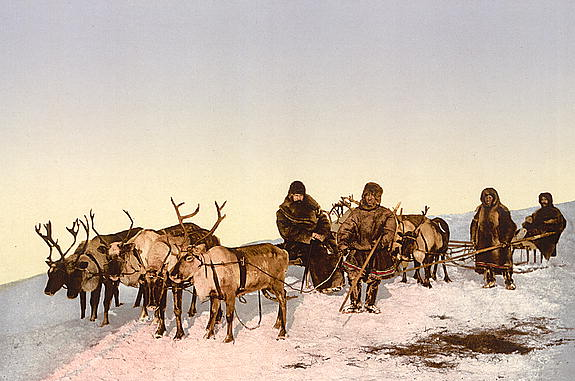
1900年頃のロシア北西部アルハンゲリスクにおける、遊牧民のトナカイの橇（犬ぞりの発達が無かった地域の一例）